# Wereta
Wereta (ou Woreta) est une ville du nord de l'Éthiopie, située dans la Debub Gondar Zone de la région Amhara, à l'est du Lac Tana. Elle se trouve à 11° 55′ N, 37° 42′ E et à 1 828 mètres d'altitude.

## Transport
Deux routes transafricaines traversent Wereta:
- Transafricaine 4, Le Caire - Le Cap
- Transafricaine 6, N'Djamena - Djibouti